# Pesteriúguino
Pesteriúguino (en rus: Пестерюгино) és un poble de l'óblast de Vladímir, a Rússia, segons el cens del 2010 tenia un habitant. Pertany al districte municipal de Sóbinka.